# Polusjärvi
Polusjärvi är en sjö i Finland. Den ligger i kommunen Pyhäjoki i landskapet Norra Österbotten, i den centrala delen av landet, 500 km norr om huvudstaden Helsingfors. Polusjärvi ligger 84,6 meter över havet. I omgivningarna runt Polusjärvi växer i huvudsak blandskog. Arean är 45 hektar och strandlinjen är 3,86 kilometer lång. Sjön  ingår i Liminkaojas huvudavrinningsområde. 